# Rubia hispidicaulis
Rubia hispidicaulis là một loài thực vật có hoa trong họ Thiến thảo. Loài này được D.G.Long miêu tả khoa học đầu tiên năm 1996.